# Moritz Gmelin
Moritz Gmelin (* 18. September 1974) ist ein deutscher Triathlet.

## Werdegang
Gmelin machte 1994 seinen Schulabschluss am Schloßgymnasium Künzelsau, bevor er am Karlsruher Institut für Technologie (KIT) ein Informatik-Studium begann und im Oktober 2000 abschloss.
Gmelin absolvierte 1989 in Zaberfeld seinen allerersten Triathlon. Bei seinem ersten Start beim Ironman auf Hawaii im Jahre 1995 wurde er von der Bravo Sport begleitet und sein Erlebnisbericht auf einer Doppelseite vorgestellt. In den Jahren 1997 und 1999 wurde er in seiner Altersklasse jeweils Dritter. Er startete insgesamt fünf Mal beim Ironman auf Hawaii.
Als Abteilungsleiter trainiert er auch die Athleten des SSV Ettlingen.

## Sportliche Erfolge
| Datum/Jahr    | Platz | Wettbewerb        | Austragungsort    | Zeit     | Bemerkung                         |
| ------------- | ----- | ----------------- | ----------------- | -------- | --------------------------------- |
| 13. Okt. 2018 | 627   | Ironman Hawaii    | Kailua-Kona       | 09:51:32 |                                   |
| 12. Nov. 2017 | 4     | Ironman Los Cabos | Los Cabos         | 09:33:20 | reines Amateurrennen              |
| 20. Mai 2017  | 55    | Ironman Lanzarote | Puerto del Carmen | 10:10:51 |                                   |
| 24. Sep. 2016 | 84    | Ironman Mallorca  | Alcúdia           | 09:32:33 |                                   |
| 11. Okt. 2014 | 1036  | Ironman Hawaii    | Kailua-Kona       | 11:14:16 | Finisher                          |
| 29. Juni 2014 | 14    | Ironman France    | Nizza             | 09:40:51 |                                   |
| 23. Okt. 1999 | 35    | Ironman Hawaii    | Kailua-Kona       | 09:07:31 | Altersklassen-Dritter             |
| 18. Okt. 1997 | 46    | Ironman Hawaii    | Kailua-Kona       | 09:21:34 | Altersklassen-Dritter             |
| 7. Okt. 1995  | 94    | Ironman Hawaii    | Kailua-Kona       | 09:39:45 | 2 Minuten nach Paula Newby-Fraser |

| Datum/Jahr    | Rang | Wettbewerb         | Austragungsort | Zeit     | Bemerkung              |
| ------------- | ---- | ------------------ | -------------- | -------- | ---------------------- |
| 13. Sep. 2003 | 1    | Hohenlohe-Marathon | Niedernhall    | 01:14:52 | Sieger im Halbmarathon |
| 7. Sep. 2002  | 1    | Hohenlohe-Marathon | Niedernhall    | 01:12:03 | Sieger im Halbmarathon |